# حسن الأسمري
حسن الأسمري مواليد 6 أكتوبر 2002، هو لاعب كرة قدم سعودي يلعب حالياً ل نادي نجران معار من نادي الاتحاد في مركز الظهير الأيمن.

## روابط خارجية
- حسن الأسمري على موقع قاعدة بيانات كرة القدم.إي يو (الإنجليزية)
- حسن الأسمري على موقع Soccerway.com (الإنجليزية)